# 1858 Lobachevskij
1858 Lobachevskij (1972 QL) là một tiểu hành tinh vành đai chính được phát hiện ngày 18 tháng 8 năm 1972 bởi L. Zhuravleva ở Nauchnyj.
Nó được đặt theo tên nhà toán học Nikolai Lobachevsky.